# Primærkilde
Inden for historie som akademisk disciplin er en primærkilde en genstand, dokument, dagbog, manuskript, selvbiografi, optagelse eller anden kilde med information, som er kilden tættest på det emne, som historikeren er interesseret i at studere. Det kan være et førstehåndsvidne, som har deltaget i begivenheden, men hvor der ikke findes førstehåndsvidner er det den, der er tættest på førstehåndsvidner. Primærkilder i skriftlig form er ofte kendetegnet ved at være offentliggjort meget tæt på den begivenhed eller de forhold, de er kilde til. De tjener som originalt kildemateriale til information om et emne.
Primærkilder adskiller sig fra sekundærkilder, som citerer, kommenterer eller bygger på primærkilder. Generelt er alle beretninger, der kun har indirekte viden om en begivenhed, kategoriseret som sekundærkilder, der kan være udsat for efterrationaliseringer med videre. En sekundærkilde i en konkret sammenhæng, kan samtidig være en primærkilde i en anden sammenhæng, afhængigt af, hvordan den bruges. Eksempelvis kan en erindring betragtes som primærkilde for forskning, der omhandler forfatteren og hans eller hendes syn på vedkommendes venner, men det kan samtidig være sekundærkilde, hvis man anvender den som kilde til den kultur, som forfatteren levede i. "Primær" og "sekundær" skal forstås som relative termer, med kilder kategoriseret i henhold til den specifikke historiske kontekst der behandles.:118–246 

## Andre fagfelters brug af begrebet
En lignende definition kan findes inden for Biblioteks- og informationsvidenskab, og andre forskningsområder, selvom nogle områder bruger en noget anden definition. I journalistik er en primærkilde en person med direkte viden om situationen, eller et dokument skrevet af en sådan person.